# E40
E40 eller Europaväg 40 är en europaväg som börjar Calais i Frankrike, och i tur och ordning passerar Belgien, Tyskland, Polen, Ukraina, Ryssland, Uzbekistan, Kirgizistan och slutar i Ridder i nordöstra Kazakstan.
E40 är den längsta europavägen, omkring 8 500 km. Den är dock inte längst inom Europa, det är E45. E40 mäter 4 100 km i Europa och 4 400 km i Asien.

## Sträckning

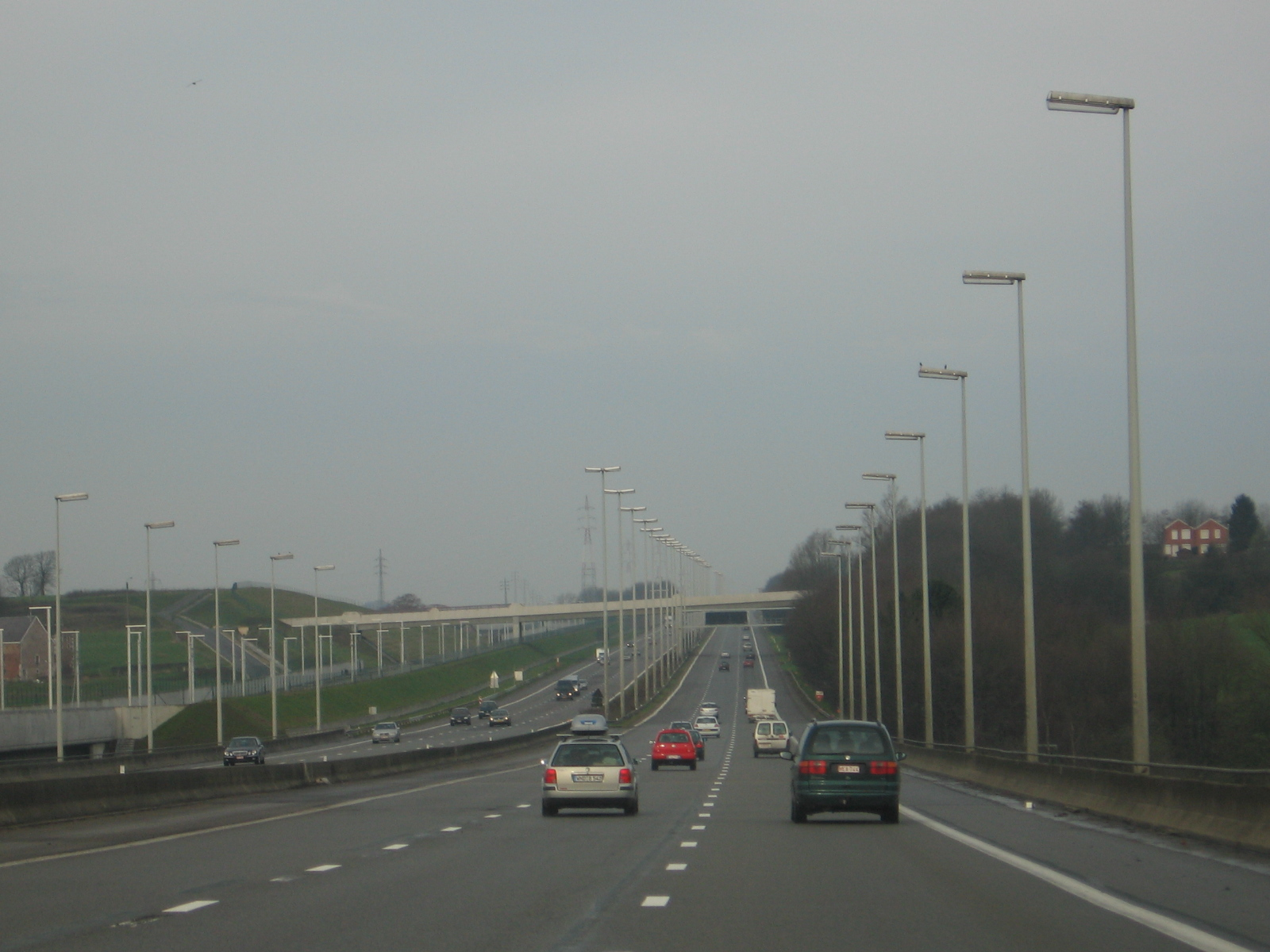
E40 öster om Liège.

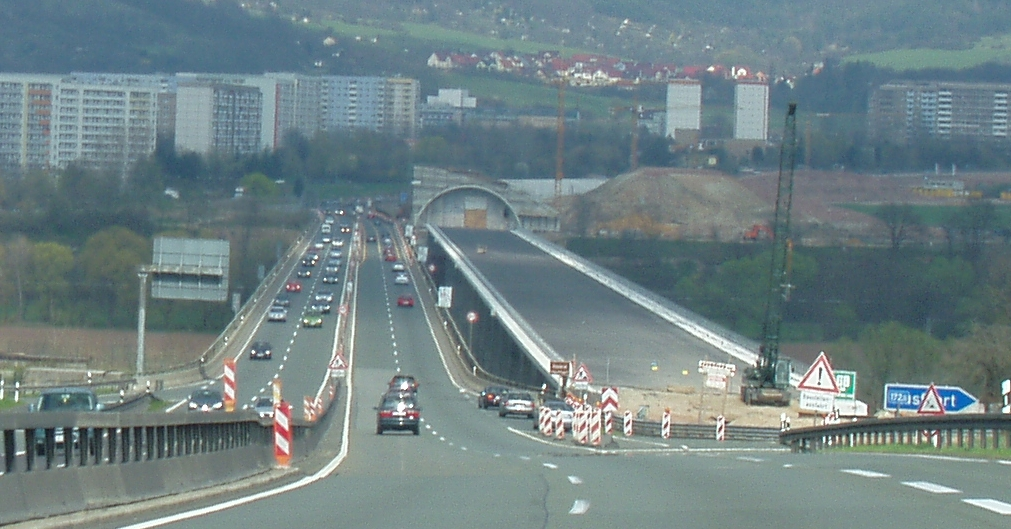
E40 nära Jena (väster om Gera).

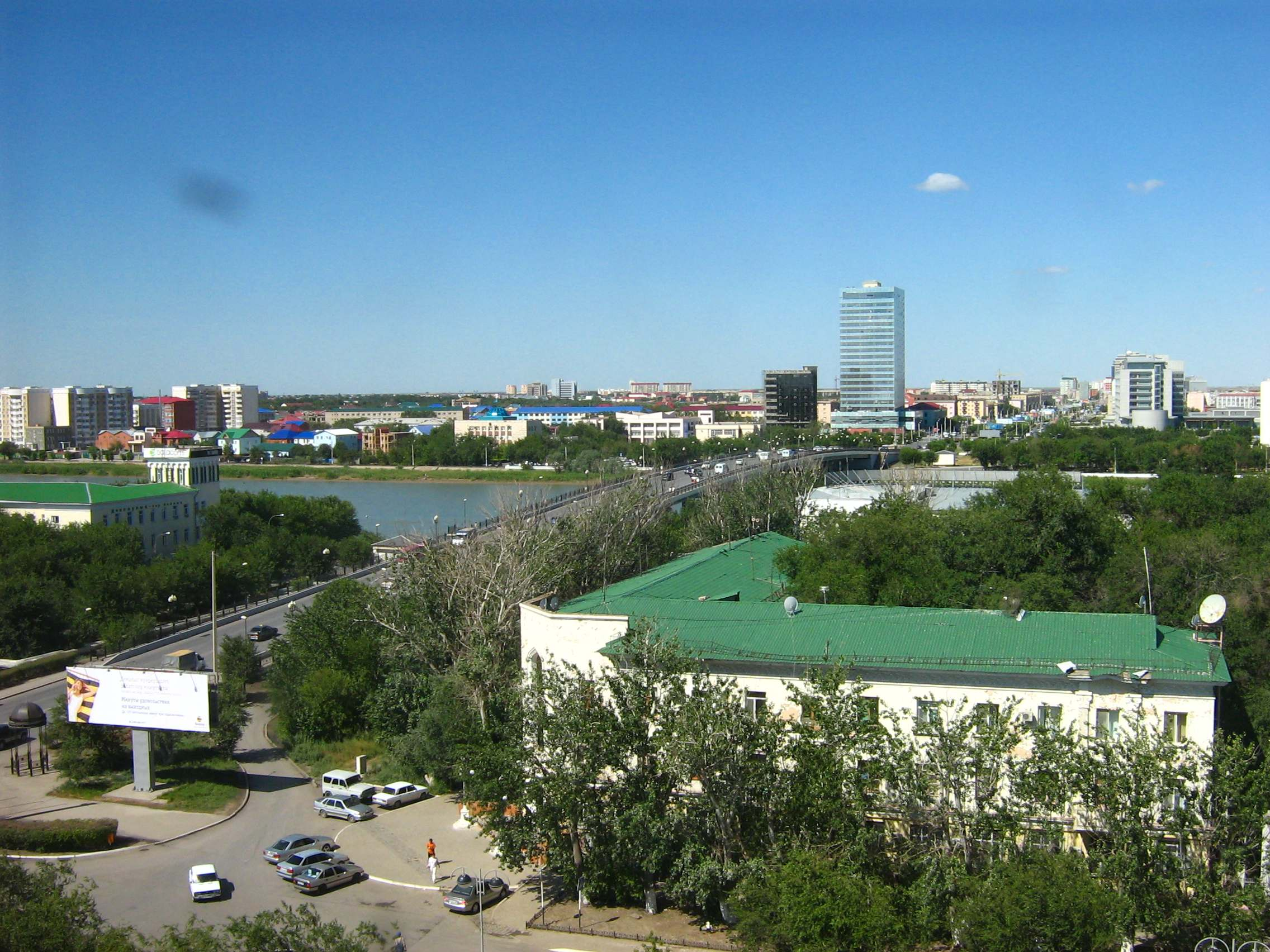
Bron mellan Europa och Asien i Atyrau i Kazakstan.

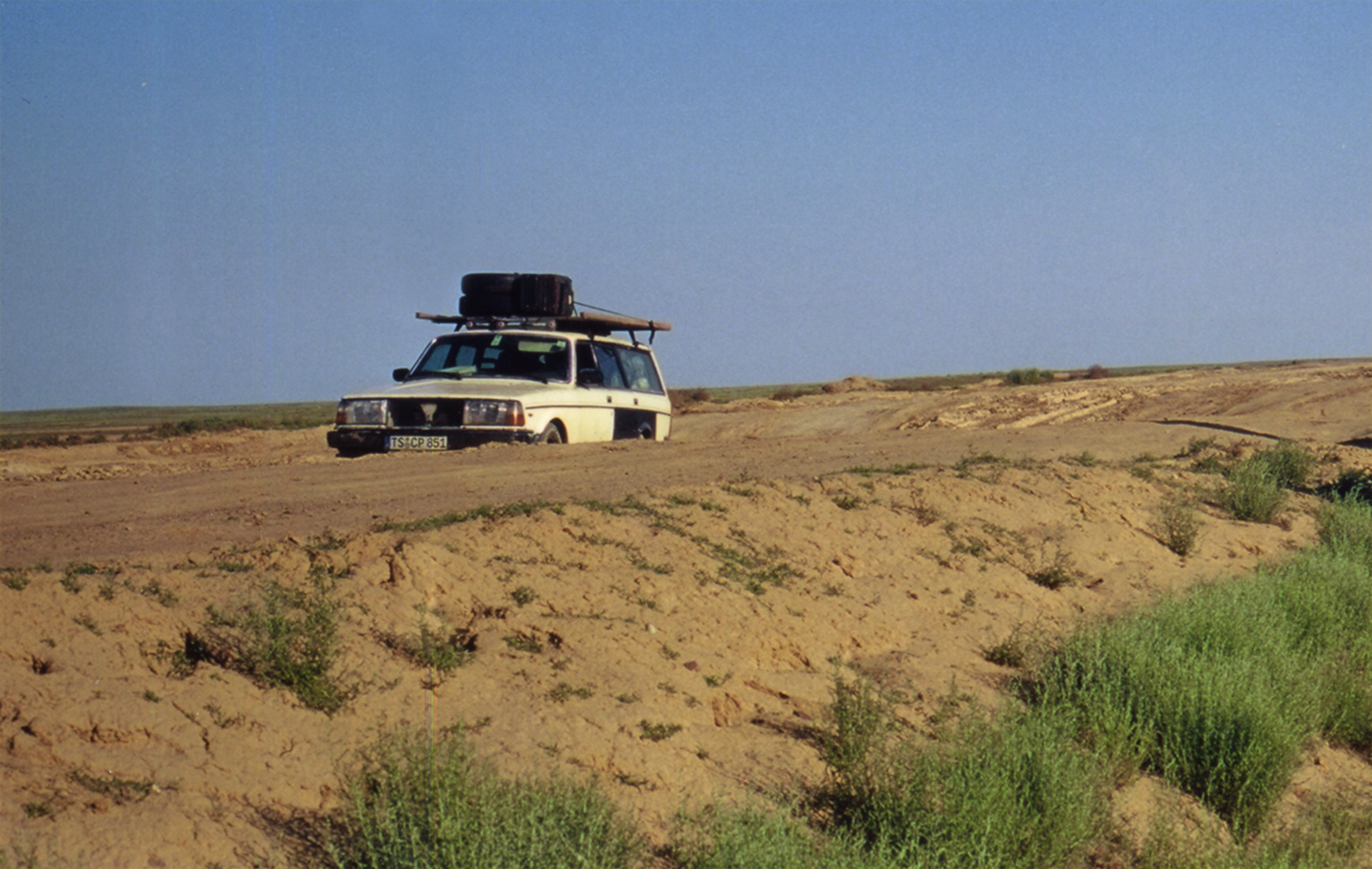
E40 i Kazakstan, nära Uzbekistan.

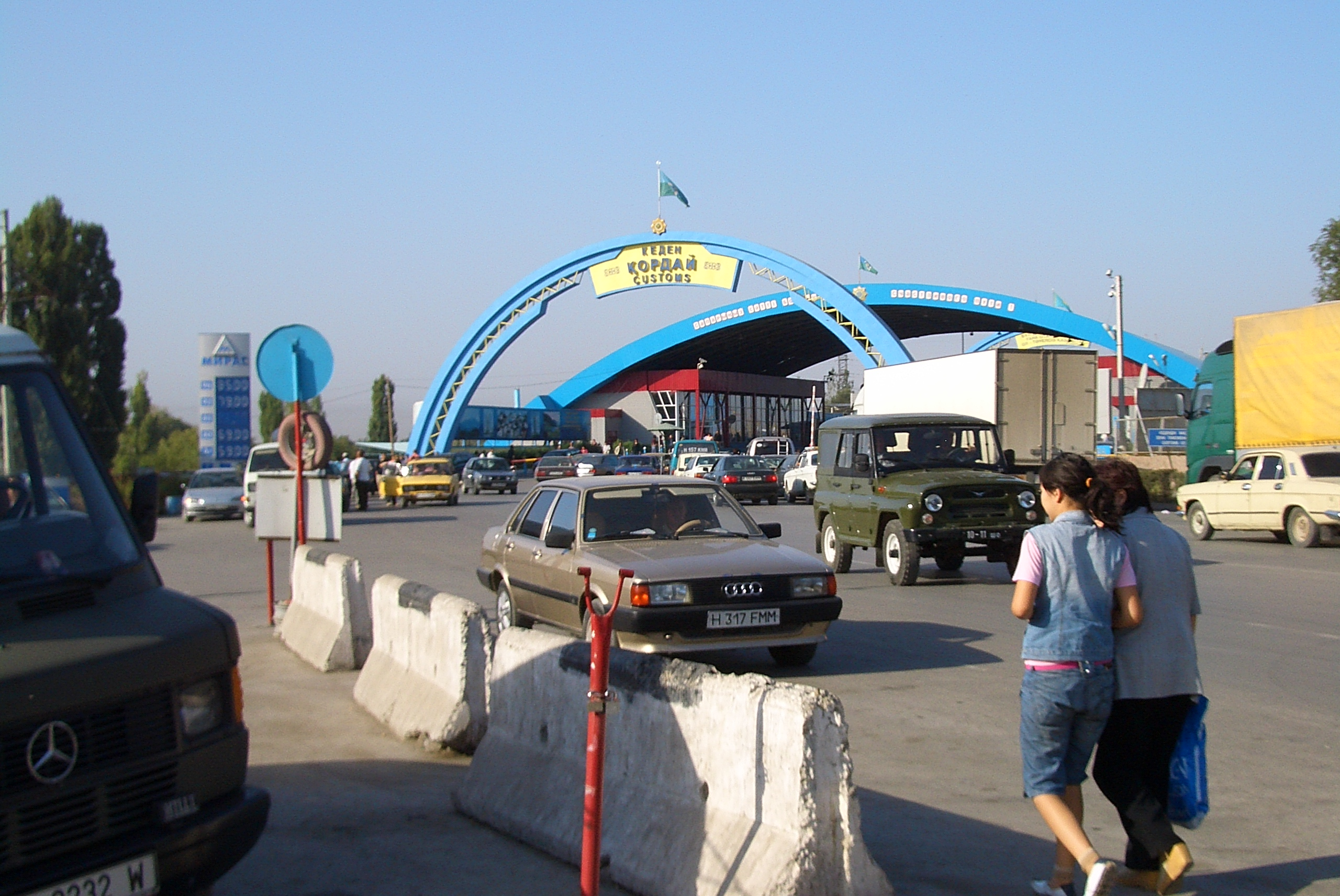
E40 vid gränsen mellan Kirgizistan och Kazakstan.

Calais–(gräns Frankrike–Belgien)–Brygge–Gent–Bryssel–Leuven–Liège–(gräns Belgien–Tyskland)–Aachen–Köln–Olpe–Wetzlar–Giessen–Bad Hersfeld–Herleshausen–Eisenach–Erfurt–Gera–Chemnitz–Dresden–Görlitz–(gräns Tyskland–Polen)–Zgorzelec–Legnica–Wrocław–Opole–Gliwice–Jaworzno–Kraków–(gräns Polen–Ukraina)–Lviv–Rivne–Zjytomyr–Kiev–Charkiv–Luhansk–(gräns Ukraina–Ryssland)–Volgograd–Astrachan–(gräns Ryssland–Kazakstan)–Atyrau–Beineu–Kungrad–(gräns Kazakstan–Uzbekistan)–Nukus–Dasshaus–Buchara–Navoi–Samarkand–Jizzax–Tasjkent–(gräns Uzbekistan–Kazakstan)–Sjymkent–Taraz (Zjambyl)–(gräns Kazakstan–Kirgizistan)–Bisjkek–(gräns Kirgizistan–Kazakstan)–Almaty–Taldy–Kurgan–Ucharal–Ajaguz–Qalbatau–Öskemen–Ridder

## Nationella vägar och motorvägar
Motorvägarna och de viktigaste riksvägarna som E40 följer.
| - Frankrike: - A16 - Belgien: - A10 - A3 |  | - Tyskland: - A4 - A45 - A480 - A5 - A4 igen |  | - Polen: - A4 - väg 4 - Ukraina - A259 - M17 - M19 |  | - Ryssland - M21 - M6 - Uzbekistan - M37 - Kazakstan - M39 |

E40 är motorväg hela vägen från Calais till gränsen mellan Polen och Ukraina. Öster om den polsk-ukrainska gränsen är vägen i princip landsväg hela sträckan, dock förekommer motortrafikled eller fyrfältsväg på sina håll, till exempel en längre sträcka i Ukraina.

## Delsträckor
Från Calais
- till Bryssel är det 200 km,
- till Köln 220 km,
- till Dresden 580 km,
- till Kraków 520 km,
- till Kiev 870 km,
- till Charkiv 480 km,
- till Volgograd 800 km och
- till Astrachan nära Europas östgräns 420 km.

Vidare därifrån
- till Nukus är det 1 330 km,
- till Samarkand 820 km,
- till Sjymkent 410 km,
- till Almaty 680 km och
- till Ridder 1 190 km.

Hela vägen är cirka 8 500 km lång.
Kazakstan är ett mycket stort land som fågelvägen mäter 2 900 km från väst till öst; dessutom går vägen söderut via Uzbekistan en stor omväg.

## Anslutande europavägar
| - E15 - E42 - E403 - E17 - E19 - E313 |  | - E25 - E42 - E31 - E35 - E41 - E45 |  | - E49 - E51 - E441 - E55 - E36 - E261 |  | - E65 - E67 - E75 - E77 - E371 - E85 |  | - E95 - E105 - E115 - E119 - E121 - E123 |  | - E125 - E127 |

## Alternativa vägar
Följande vägar kan med fördel användas som alternativ om man ska resa mellan vissa orter som ligger längs vägen:
- Bryssel–Aachen: E314, lika långt och snabbt.
- Calais–Kraków: E34–E30–E36 via Essen–Berlin, något kortare och snabbare.
- Kiev–Sjymkent: E38 via Oral, 570 km kortare.
- Kiev–Ridder: E38–E30–E127 via Samara–Omsk, 1 680 km kortare.
- Calais–Ridder: E34–E30–E127 via Berlin–Omsk, 2 200 km kortare.

## Historik
Sträckan Calais–Charkiv fanns med när europavägssystemet infördes på skyltar omkring år 1985. Förlängningen öster om Charkiv beslutades 2002 och började gälla 2003. Denna förlängning var cirka 5 650 kilometer lång. Egentligen ville Kazakstan dra den ytterligare kring 100 km genom bergen till Ust-Kan i Ryssland, men detta ströks på Rysslands begäran eftersom denna bergsväg var i för dåligt skick,tidvis ej farbar för tunga lastbilar och stängd på vintern.
Före 1985 hade sträckorna följande nummer (med betydande luckor mellan): E5 Calais–Bryssel–Köln, E4 Gießen–Kirchheim (Hessen), E63 Eisenach–Dresden samt E22 Wrocław–Kraków–Przemyśl.
E40 gick i det äldre systemet mellan Bryssel och Bastogne i Belgien.